# 12903 Isabellekatz
12903 Isabellekatz eller 1998 RK57 är en asteroid i huvudbältet som upptäcktes den 14 september 1998 av LINEAR i Socorro County, New Mexico. Den är uppkallad efter Isabelle Sophia Katz.
Den tillhör asteroidgruppen Nysa.